# Mocidade Independente do Jardim Planalto
Mocidade Independente do Jardim Planalto é uma escola de samba de Esteio. 

## História
Fundada em 22 de março de 1995, suas cores são o amarelo, azul e branco. Seu símbolo são dois cavalos alados e uma coroa. 
A entidade desfilou em Porto Alegre até 2007, quando foi a nona colocada no Grupo de Acesso e foi eliminada do desfile da capital.

## Segmentos

### Presidente
| Nome           | Mandato    | Ref.  |
| -------------- | ---------- | ----- |
| Raquel Goulart | 2018-Atual | [ 5 ] |

## Carnavais
| 1998                                | 3º lugar    | Acesso          | Homenagem a Pixinguinha.                                                                                    | [ 6 ] [ 7 ]          |
| 1999                                | 4º lugar    | Intermediário-B | Maravilhoso Mundo das Artes                                                                                 | [ 8 ] [ 9 ]          |
| 2000                                | 9º lugar    | Intermediário-B | Mar, misterioso mar.                                                                                        | [ 1 ] [ 10 ] [ 11 ]  |
| 2001                                | 9º lugar    | Acesso          | | [ 12 ]               |
| 2002                                | Campeã      | Único - Esteio  | Mulher Brasileira                                                                                           | [ 13 ] [ 14 ]        |
| 2003                                | Campeã      | Único - Esteio  | |                      |
| 2004                                | Campeã      | Único - Esteio  | Cana de açúcar.                                                                                             | [ 15 ]               |
| 2005                                | 6º lugar    | Acesso          | O Pequeno Grande Othelo, Um Gigante em Cena.                                                                | [ 16 ] [ 17 ]        |
| 2006                                | 5º lugar    | Acesso          | A Cultura brasileira, nossa pátria verdadeira.                                                              | [ 18 ] [ 19 ]        |
| 2007                                | 9º lugar    | Acesso          | Deixe a vida te levar e vem com a Mocidade dançar.                                                          | [ 20 ] [ 21 ]        |
| Sem desfile oficial de 2008 a 2013. |             |                 | |                      |
| 2014                                | Campeã      | Único-Esteio    | Mocidade com Muita Arte, vem Mostrar a História das Artes.                                                  | [ 22 ]               |
| Sem desfile oficial de 2015 a 2017. |             |                 | |                      |
| 2018                                | Campeã      | Único-Esteio    | Monteiro Lobato e a Mocidade pintam o Sítio do Pica-Pau Amarelo                                             | [ 24 ] [ 25 ]        |
| 2019                                | 3º lugar    | Único-Esteio    | Em um Mundo de Diversão Entre um Ser e Não Ser, Alerquim Com Seu Sorriso Contagia e Tudo Que Toca Vira Arte | [ 26 ]               |
| 2020                                | Vice-Campeã | Único-Esteio    | Sou Negra, Sou Mulher, Sou Mocidade                                                                         | [ 27 ] [ 28 ] [ 29 ] |
| Desfile cancelado em 2021 e 2022.   |             |                 | |                      |
| 2023                                | Vice-Campeã | Único-Esteio    | Circo da Mocidade no Picadeiro da Vida                                                                      | [ 5 ] [ 30 ]         |
| 2024                                | 4º lugar    | Único-Esteio    | Brasileiríssimas Africanas: Lindas, Sábias e Fortes Mulheres Negras                                         | [ 31 ] [ 32 ]        |
| 2025                                | Vice-Campeã | Único-Esteio    | O Destino é traçado na Palma da Mão                                                                         | [ 33 ] [ 34 ]        |

## Títulos
- Campeã em Esteio: 2000, 2001 ,2002 ,2003, 2004, 2014, 2018
- Campeã em Gravataí: 2002[13]